# Quilta oryzae
Quilta oryzae är en insektsart som beskrevs av Boris Petrovich Uvarov 1925. Quilta oryzae ingår i släktet Quilta och familjen gräshoppor. Inga underarter finns listade i Catalogue of Life.
Denna gräshoppa förekommer i östra Kina, på Hainan, i Laos, Vietnam, Thailand och Kambodja. Arten vistas i områden som ofta översvämmas. Den besöker även odlingsmark med ett stående vattenskikt som risodlingar och sockerrörodlingar. Bekämpningsmedel kan ha negativ påverkan på beståndet. Hela populationen anses vara stor. IUCN listar arten som livskraftig (LC).